# Charlotte Fabre
Pour les personnes de même nom de famille, voir Fabre.
Charlotte Fabre est une nageuse synchronisée française née le 29 juillet 1981 à Nice.

## Biographie
Aux Jeux olympiques d'été de 2000 à Sydney, elle obtient la quatrième place par équipes. Elle remporte la médaille de bronze par équipe aux Championnats d'Europe de natation 2000.
Elle est la sœur de la nageuse synchronisée Julie Fabre.